# Air Belgium
Air Belgium – belgijska linia lotnicza istniejąca od 2016 do 2025 roku, od 2023 działająca tylko w sektorze cargo. Zarząd mieścił się w Mont-Saint-Guibert, a samoloty zbazowane były na lotnisku Bruksela-Charleroi. Właścicielem było francuskie przedsiębiorstwo CMA CGM Air Cargo.

## Historia
Firma została założona latem 2016 przez Niky Terzakisa, który wcześniej pracował dla ASL Airlines Belgium, a jeszcze wcześniej był prezesem TNT Airways. Głównymi założeniami nowej linii lotniczej były połączenia z Hongkongiem, Pekinem, Szanghajem, Xi’an, Wuhan, Zhengzhou oraz Taiyuan z jej bazy operacyjnej na lotnisku Charleroi.
Pierwszy lot z Brukseli do Hongkongu miał się rozpocząć w październiku 2017, jednak z uwagi na brak certyfikatu operatora lotniczego (AOC) został on odroczony.
Finalnie linia otrzymała certyfikat 14 marca 2018. Wtedy też ogłoszono, że loty regularne rozpoczną się od połowy kwietnia.
Pierwszy lot komercyjny odbył się 29 marca 2018 – był to lot w barwach Air Belgium, ale w imieniu Surinam Airways z Amsterdamu do Paramaribo. 25 kwietnia 2018 linia lotnicza ogłosiła kolejne opóźnienie w swoim inauguracyjnym locie do Hongkongu który miał odbyć się od 30 kwietnia 2018 do dnia 3 czerwca, z powodu braku prawa do prowadzenia działalności w rosyjskiej przestrzeni powietrznej. 21 września 2018 linia ogłosiła, że regularne loty między Charleroi a Hongkongiem zostaną zawieszone w okresie zimowym, zaś linie lotnicze zamiast połączeń regularnych skupią się na operacjach czarterowych.
Od października 2023 jeden z samolotów realizował przez rok połączenia z Warszawy do Nowego Jorku dla PLL LOT.
Od końca 2024 flota Air Belgium składa się jedynie z samolotów dostosowanych do transportu cargo. Ostatni samolot pasażerski, Airbus A330 wycofany został 5 listopada 2024.
Firma ogłosiła upadłość 30 kwietnia 2025 roku.

## Flota

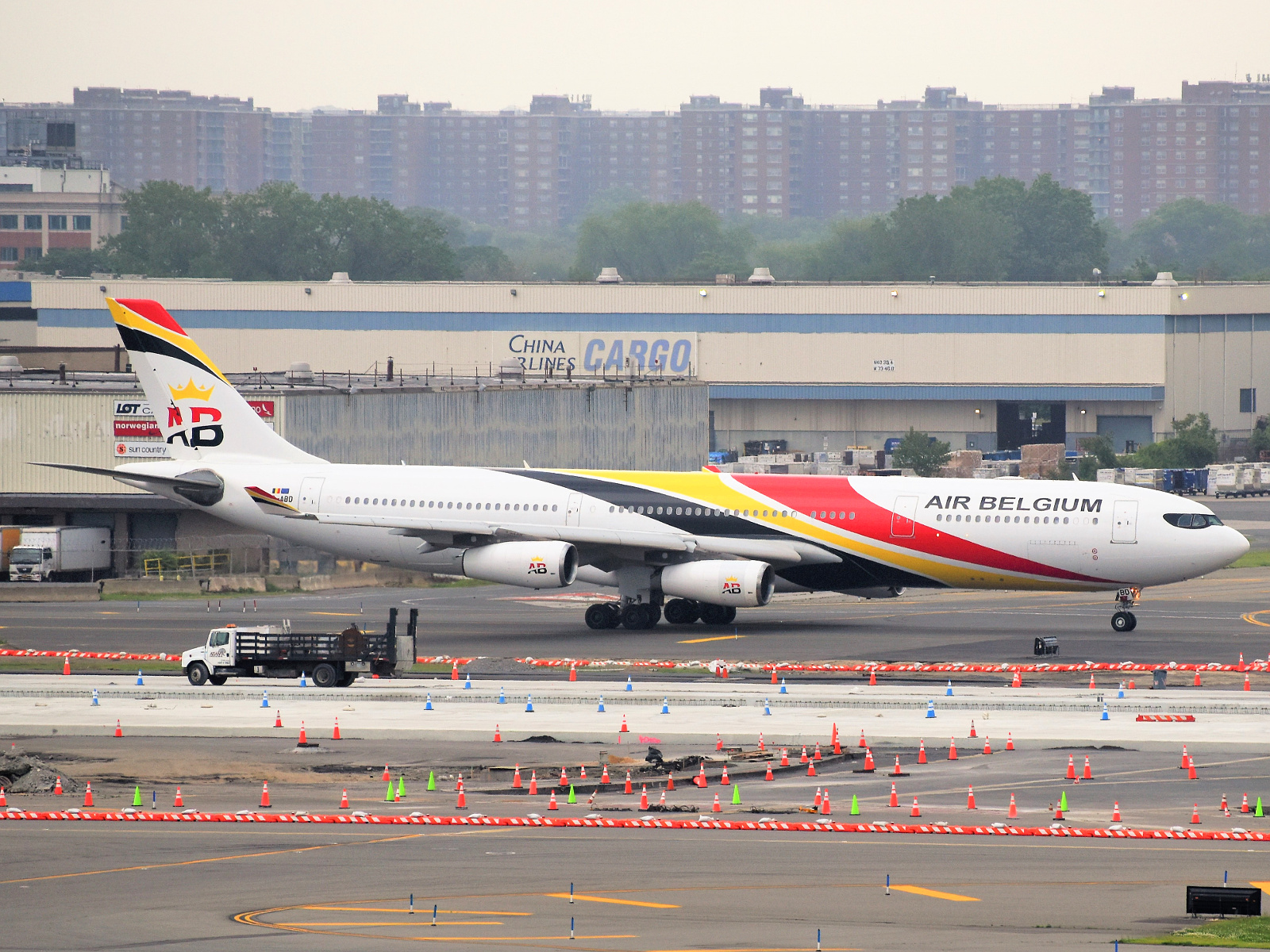
Air Belgium Airbus A340-300

Według stanu na maj 2025 flota Air Belgium składała się z 4 samolotów o średnim wieku 15,4 lat:
| Samolot         | Samolot | Samolot   | Uwagi                                     |
| Model           | Aktywne | Zamówione | Uwagi                                     |
| --------------- | ------- | --------- | ----------------------------------------- |
| Airbus A330-200 | 2       | -         | Połączenia realizowane dla Hongyuan Group |
| Boeing 747-8F   | 2       | -         | Połączenia realizowane dla Hongyuan Group |
| Razem           | 4       | 0         |                                           |